# هوبئی
استان هوبئی (به چینی:湖北省؛ به پین‌یین: Húběi Shěng، به شیائو جینگ:خُ‌بُوِ شْ، معادل لاتین قدیمی: Hupeh) یک استان محصور در خشکی در جمهوری خلق چین است و بخشی از منطقه مرکزی چین است. نام این استان به معنای «شمال دریاچه» است که اشاره به موقعیت آن در شمال دریاچه دانگتینگ است. مرکز استان، ووهان، به عنوان یک مرکز حمل و نقل بزرگ و قطب سیاسی، فرهنگی و اقتصادی مرکز چین عمل می‌کند.
نام هوبی رسماً به اختصار «هوبئی» (È)، نامی باستانی مرتبط با بخش شرقی این استان از زمان ایالت E از سلسله ژو غربی در سال می‌باشد. ۱۰۴۵–۷۷۱ پ.م. نام محبوب هوبی "楚" (فقط) است (پیشنهاد شده توسط ایالت قدرتمند چو، که در زمان سلسله ژو شرقی ۷۷۰–۲۵۶ قبل از میلاد در این منطقه وجود داشت). هوبی از شمال با استان‌های هنان، از شرق به آن هوئی، از جنوب شرقی به جیانگشی، از جنوب با هونان، از غرب چونگ کینگ و از شمال غربی با شانشی همسایه است. سد معروف سه دره در فیلد Y i، در غرب استان واقع شده‌است.

## تاریخچه
منطقه هوبئی خانه فرهنگ‌های پیچیده نوسنگی بود. در دوره بهار و پاییز (۷۷۰–۴۷۶ قبل از میلاد)، قلمرو هوبئی امروزی بخشی از ایالت قدرتمند چو بود. چو اسماً یکی از ایالت‌های خراجی خاندان ژو بود و خود گسترش تمدن چینی بود که چند قرن پیش در شمال ظهور کرده بود. اما همچنین از نظر فرهنگی ترکیبی منحصر به فرد از فرهنگ شمالی و جنوبی بود، و ایالتی قدرتمند بود که بخش زیادی از رودخانه یانگ تسه میانی و پایینی را حفظ می‌کرد و قدرت آن به سمت شمال تا دشت چین شمالی گسترش می‌یافت.
در طول دوره کشورهای متخاصم (۴۷۵–۲۲۱ قبل از میلاد) چو به دشمن اصلی ایالت تازه‌کار شین در شمال غربی (در منطقه فعلی گوانژونگ، استان شانشی) تبدیل شد، که با توسعه‌طلبی بیرونی شروع به دفاع از خود کرد. با شروع جنگ‌های بین کین و چو، چو سرزمین‌های بیشتری را از دست داد: ابتدا تسلط خود بر حوضه سیچوان، سپس (در سال ۲۷۸ قبل از میلاد) قلب خود را که مطابق با هوبی مدرن است. در سال ۲۲۳ قبل از میلاد، کوین بقایای رژیم چو را که به سمت شرق گریخته بودند، به عنوان بخشی از جنگ‌های چین برای متحد کردن چین تعقیب کرد.
کین سلسله کین را در سال ۲۲۱ قبل از میلاد تأسیس کرد، اولین سلسله‌های متحد در چین. سپس سلسله هان در سال ۲۰۶ قبل از میلاد شین جانشین آن شد که استان (ژو) جینگژو را در هوبی و هونان امروزی تأسیس کرد. قین و هان نقش فعالی در استعمار کشاورزی هوبی ایفا کردند و سیستمی از دایک‌های رودخانه را برای محافظت از زمین‌های کشاورزی از سیل‌های تابستانی حفظ کردند. در اواخر قرن سوم سلسله هان شرقی، جینگژو توسط جنگ سالار منطقه ای لیو بیائو اداره می‌شد. پس از مرگ او، قلمرو لیو بیائو توسط جانشینانش به کائو کائو، یک جنگ سالار قدرتمند که تقریباً تمام شمال چین را تسخیر کرده بود، تسلیم شد. اما در نبرد صخره‌های سرخ، جنگ سالاران لیو بی و سان جون، سائو سائو را از جینگژو بیرون کردند. سپس لیو بی کنترل جین گوانگژو را به دست گرفت و Guan Yu را به عنوان مدیر برتر (در برتر مدرن، هوبئی) برای محافظت از استان جی ایننگ منصوب کرد. او در ادامه محور (حوضه سیچوان) را فتح کرد، اما جینگژو را به خورشید Q u فشار دهید از دست داد. برای چند دهه بعد، جینگژو تحت کنترل پادشاهی وو بود که توسط سان کوان و جانشینانش اداره می‌شد.
هجوم مردم عشایر شمالی به منطقه در آغاز قرن چهارم (قیام پنج بربر و فاجعه یونگجیا (شورش یونگ جیا)) تقریباً سه قرن تقسیم به شمال تحت حاکمیت عشایر (اما به‌طور فزاینده ای سینیزه شده) آغاز شد. هان بر جنوب حکومت می‌کرد. هوبی، در جنوب، برای تمام این دوره تحت فرمانروایی جنوب باقی ماند، تا زمانی که چین توسط سلسله سوئی در سال ۵۸۹ متحد شد. در سال ۶۱۷ سلسله تانگ جایگزین سوئی شد، و بعداً سلسله تانگ، آنچه را که اکنون هوبئی نامیده می‌شود تحت چندین مدار قرار داد. حوزه قضایی: مدار جیانگ نانسی در جنوب. پیست شاناندونگ (شانان دونگدائو) در غرب و پیست هوانان در شرق. پس از فروپاشی سلسله تانگ در اوایل قرن دهم، هوبی تحت کنترل چندین رژیم منطقه ای قرار گرفت: جینگ نان در مرکز، یانگ وو و جانشین آن تانگ جنوبی در شرق، پنج سلسله در شمال و شو تا شیژو (شنگ ژو). ، در انشی مدرن، انشی توجیا و استان خودمختار میائو).
سلسله سونگ در سال ۹۸۲ منطقه را دوباره متحد کرد و بیشتر شهر هوبی را در مدارجین در هوبئی قرار داد که نسخه طولانی‌تر نام فعلی هوبئی است. مغول‌ها این منطقه را در سال ۱۲۷۹ فتح کردند و تحت حکومت آنها استان هوگوانگ ایجاد شد که هوبی، هونان و بخش‌هایی از گوانگدونگ و گوانگشی را در بر می‌گرفت. در زمان حکومت مغول‌ها، در سال ۱۳۳۱، هوبی در اثر شیوع مرگ سیاه ویران شد، انگلستان، بلژیک و ایتالیا تا ژوئن ۱۳۴۸ حمله کرد، که طبق منابع چینی طی سه قرن بعد گسترش یافت و جمعیت‌ها را در سراسر اوراسیا از بین برد.
سلسله مینگ مغول‌ها را در سال ۱۳۶۸ بیرون راند. نسخه آنها از استان هوگوانگ کوچکتر بود و تقریباً به‌طور کامل با استان‌های مدرن هوبی و هونان مطابقت داشت. در حالی که هوبی از نظر جغرافیایی از مراکز قدرت مینگ حذف شد. در سالهای آخر مینگ، هوبی امروزی چندین بار توسط ارتش شورشی ژانگ شیانژونگ و لی زیچنگ ویران شد. سلسله مانچو چینگ که در سال ۱۶۴۴ بیشتر منطقه را در اختیار داشت، به زودی هوگوانگ را به استان‌های مدرن هوبی و هونان تقسیم کرد. با این حال، سلسله چینگ به حفظ نایب السلطنه هوگوانگ ادامه داد، یکی از مشهورترین آنها ژانگ ژیدونگ بود، که اصلاحات نوسازی او هوبی (به ویژه ووهان) را به مرکز تجارت و صنعت پررونق تبدیل کرد. منطقه هوانگ است/Daye، در جنوب شرقی ووهان، به مرکز مهم معدن و متالورژی تبدیل شد. [نیازمند منبع]
در سال ۱۹۱۱ قیام ووچانگ در ووهان امروزی رخ داد و سلسله چینگ را سرنگون کرد و جمهوری چین را تأسیس کرد. در سال ۱۹۲۷ ووهان مقر حکومتی شد که توسط عناصر چپ‌گرای کومینتانگ به رهبری وانگ جینگ‌وی تأسیس شد. این دولت بعداً در دولت چیانگ کای شک در نانجینگ ادغام شد. در طول جنگ جهانی دوم بخش‌های شرقی هوبی توسط ژاپن فتح و اشغال شد در حالی که بخش‌های غربی تحت کنترل چین باقی ماند.
در طول انقلاب فرهنگی در دهه ۱۹۶۰، ووهان شاهد درگیری بین گروه‌های رقیب گارد سرخ بود. در ژوئیه ۱۹۶۷، درگیری‌های داخلی شهر را در حادثه ووهان ("حادثه ۲۰ ژوئیه")، درگیری مسلحانه بین دو گروه متخاصم که در اوج انقلاب فرهنگی برای کنترل شهر می‌جنگیدند، درگیر شد.
با افزایش ترس از جنگ هسته ای در طول درگیری‌های مرزی چین و شوروی در اواخر دهه ۱۹۶۰، استان شیانینگ هوبی به عنوان محل پروژه ۱۳۱، یک ستاد فرماندهی نظامی زیرزمینی انتخاب شد.
این استان - و به ویژه ووهان - به شدت از سیل رودخانه یانگ تسه در سال ۱۹۵۴ رنج برد. ساخت سد در مقیاس بزرگ دنبال شد، با سد جنرال الکتریک نفرین بر روی رودخانه یانگ تسه در نزدیکی فیلد در سال ۱۹۷۰ آغاز شد و در سال ۱۹۸۸ تکمیل شد. ساخت سد سه دره، بیشتر در بالادست، در سال ۱۹۹۳ آغاز شد. در سال‌های بعد، مقامات میلیون‌ها نفر را از غرب هوبی اسکان دادند تا راه را برای ساخت سد باز کنند. تعدادی سد کوچکتر نیز بر روی شاخه‌های یانگ تسه ساخته شده‌است.
نیروگاه هسته ای ξ آرامش در دافانژن، شهرستان تونگشان، ξ آرامش برای میزبانی حداقل چهار راکتور آب تحت فشار ۱۲۵۰ مگاواتی (MW) AP1000 برنامه‌ریزی شده‌است. کار بر روی سایت در سال ۲۰۱۰ آغاز شد. اولین راکتور برای شروع ساخت در سال ۲۰۱۱ و راه اندازی آنلاین در سال ۲۰۱۵ برنامه‌ریزی شده بود. با این حال، ساخت فاز اول هنوز از سال ۲۰۱۸ شروع نشده‌است.
معبد عبادت در کوه وودانگ
برج جرثقیل زرد
در ۱ دسامبر ۲۰۱۹، اولین مورد COVID-19 در همه‌گیری کووید -۱۹در شهر ووهان شناسایی شد. در ژانویه ۲۰۲۰، ویروس SARS-CoV-2 به‌طور رسمی شناسایی شد و دولت‌های محلی و فدرال را مجبور کرد تا مناطق قرنطینه گسترده را در سراسر استان هوبی، به‌ویژه ووهان پایتخت به‌عنوان کانون شیوع، اجرا کنند. ۱۵ شهر به‌طور جزئی یا کامل مسدود شدند و ۵۷ میلیون نفر به‌طور مستقیم تحت تأثیر قرار گرفتند. به دنبال شیوع شدید بیماری در کشورهای متعدد دیگر، از جمله در مناطق مختلف جهان، متعاقباً شیوع بیماری در مارس ۲۰۲۰ به عنوان یک بیماری همه گیر اعلام شد. با این حال، پس از گذشت بیش از هشت هفته، قرنطینه اکثر شهرهای استان برداشته شد.

## جغرافیا
دشت جیانگان بیشتر بخش مرکزی و جنوبی هوبی را اشغال می‌کند، در حالی که غرب و حومه آن کوهستانی تر است، با رشته‌هایی مانند کوه‌های وودانگ، کوه‌های جینگ، کوه‌های دابا، و کوه‌های وو (در شمال به جنوب ناهموار). سفارش). کوه‌های دابی در شمال شرقی دشت جیانگگان، در مرز هنان و آنهویی قرار دارند. کوه‌های Tongbai در شمال در مرز هنان قرار دارند. در جنوب شرقی، کوه‌های موفو مرز جیانگشی را تشکیل می‌دهند. بلندترین قله در هوبی، قله بسیار قوی استاست که در کوه‌های Daba در منطقه جنگلی بسیار خانه مزرعه است یافت می‌شود. ارتفاع آن ۳۱۰۵ متر است.
دره رودخانه لیانگ تای در شهرستان کوه زینگ. این یک منطقه کشاورزی مهم است زیرا کاشت برنج و سایر محصولات در اینجا امکان پذیرتر از دامنه کوه‌های اطراف است.
دو رودخانه اصلی هوبی رودخانه یانگ تسه و شاخه چپ آن، رودخانه هان هستند. آنها نام خود را به دشت جیانگگان قرض دادند - جیانگ نماینده یانگ تسه و هان نماینده رودخانه هان. رودخانه یانگ تسه از غرب از طریق سه دره وارد هوبئی می‌شود. نیمه شرقی سه دره (دره یقه ξو بخشی از تنگه وو) در غرب هوبی قرار دارد، در حالی که نیمه غربی در همسایگی چونگ کینگ قرار دارد. رودخانه هان از شمال غربی وارد استان می‌شود. پس از عبور از بیشتر استان، دو رودخانه بزرگ در مرکز ووهان، مرکز استان به هم می‌رسند.
از جمله شاخه‌های قابل توجه یانگ تسه در استان می‌توان به جریان شن نونگ (یک شاخه شمالی کوچک که به شدت تحت تأثیر پروژه سد سه دره قرار گرفته‌است) اشاره کرد. چینگ، آبراه اصلی جنوب غربی هوبی. هوانگ بو در نزدیکی فیلد Y i. و رودخانه فوشوی در جنوب شرقی.
هزاران دریاچه در چشم‌انداز دشت جیانگان هوبئی پراکنده‌اند و به هوبی نام «استان دریاچه ها» داده‌اند. بزرگ‌ترین این دریاچه‌ها دریاچه لیانگزی و دریاچه هنگ هستند. سدهای آبی متعدد تعدادی مخزن بزرگ ایجاد کرده‌اند که بزرگ‌ترین آنها مخزن دانجیانگکو در رودخانه هان در مرز بین هوبی و هنان است. [نیازمند منبع]
هوبی دارای آب و هوای نیمه گرمسیری مرطوب (Cfa یا Cwa بر اساس طبقه‌بندی آب و هوای کوپن)، با چهار فصل مجزا است. زمستان‌ها خنک تا سرد است، با میانگین دمای ۱ تا ۶ درجه سانتی‌گراد (۳۴ تا ۴۳ درجه فارنهایت) در ژانویه، در حالی که تابستان‌ها گرم و مرطوب است، با میانگین دمای ۲۴ تا ۳۰ درجه سانتی‌گراد (۷۵ تا ۸۶ درجه فارنهایت) در جولای. ; دمای تنبیهی ۴۰ درجه سانتیگراد (۱۰۴ درجه فارنهایت) یا بالاتر به‌طور گسترده با ووهان، مرکز استان مرتبط است. نواحی کوهستانی غرب هوبئی، به ویژه بسیار خانه مزرعه است، با تابستان‌های خنک‌تر، بازدیدکنندگان زیادی را از ووهان و دیگر شهرهای دشت‌نشین جذب می‌کنند.

علاوه بر پایتخت ووهان، شهرهای مهم دیگر جینگمن هستند. شیان، مرکز صنعت خودروسازی و دروازه کوه‌های وودانگ. فیلد Y i، پایگاه اصلی پروژه‌های عظیم برق آبی در جنوب غربی هوبی؛ و شاشی

## تقسیمات اداری
هوبئی به هفده بخش در سطح استان (که دوازده شهر در سطح استان (شامل یک شهر زیر استانی) و یک استان خودمختار وجود دارد) و همچنین سه شهر در سطح شهرستان که مستقیماً اداره می‌شوند (همه در سطح استانی فرعی) تقسیم می‌شود. شهرها) و یک منطقه جنگلداری در سطح شهرستان به‌طور مستقیم اداره می‌شود. در پایان سال ۲۰۱۷، کل جمعیت ۵۹٫۰۲ میلیون نفر است.
| ووهان هوانگ شی شیان یچانگ Xiangyang ازو جینگمن شیائوگان جینگژو هوانگانگ شیانینگ سوئیژو ولایت خودمختار انشی · توجیا و میائو شیانتائو کیان جیانگ تیانمن شنونجیا فرستی. منطقه. █ تقسیمات در سطح شهرستان، ولی تابع استان بجای ولایت |

| 420000                                                                                                  | Hubei Province                   | ۱۸۵۹۰۰٫۰۰ | ۵۷٬۲۳۷٬۷۴۰ | شهر ووهان          | ۳۹ | ۳۵ | ۲ | ۲۷ |  |  |  |
| ۴۲۰۱۰۰                                                                                                  | Wuhan city                       | ۸۵۴۹٫۰۹   | ۹٬۷۸۵٬۳۹۲  | منطقه جیانگ آن     | ۱۳ |    |   |    |  |  |  |
| ۴۲۰۲۰۰                                                                                                  | Huangshi city                    | ۴۵۸۲٫۸۵   | ۲٬۴۲۹٬۳۱۸  | منطقه شیالو        | ۴  | ۱  |   | ۱  |  |  |  |
| ۴۲۰۳۰۰                                                                                                  | Shiyan city                      | ۲۳۶۷۴٫۴۱  | ۳٬۳۴۰٬۸۴۳  | ناحیه مائوجیان     | ۳  | ۴  |   | ۱  |  |  |  |
| ۴۲۰۵۰۰                                                                                                  | Yichang city                     | ۲۱۲۲۷٫۰۰  | ۴٬۰۵۹٬۶۸۶  | منطقه Xiling       | ۵  | ۳  | ۲ | ۳  |  |  |  |
| ۴۲۰۶۰۰                                                                                                  | Xiangyang city                   | ۱۹۷۲۴٫۴۱  | ۵٬۵۰۰٬۳۰۷  | شیانگ چنگ          | ۳  | ۳  |   | ۳  |  |  |  |
| ۴۲۰۷۰۰                                                                                                  | Ezhou city                       | ۱۵۹۳٫۵۴   | ۱٬۰۴۸٬۶۷۲  | منطقه اچنگ         | ۳  |    |   |    |  |  |  |
| ۴۲۰۸۰۰                                                                                                  | Jingmen city                     | ۱۲۱۹۲٫۵۷  | ۲٬۸۷۳٬۶۸۷  | منطقه دونگ بائو    | ۲  | ۱  |   | ۲  |  |  |  |
| ۴۲۰۹۰۰                                                                                                  | Xiaogan city                     | ۸۹۲۲٫۷۲   | ۴٬۸۱۴٬۵۴۲  | منطقه شیائونان     | ۱  | ۳  |   | ۳  |  |  |  |
| ۴۲۱۰۰۰                                                                                                  | Jingzhou city                    | ۱۴۰۶۸٫۶۸  | ۵٬۶۹۱٬۷۰۷  | منطقه ششی          | ۲  | ۲  |   | ۴  |  |  |  |
| ۴۲۱۱۰۰                                                                                                  | Huanggang city                   | ۱۷۴۴۶٫۶۳  | ۶٬۱۶۲٬۰۷۲  | منطقه هوانگژو      | ۱  | ۷  |   | ۲  |  |  |  |
| ۴۲۱۲۰۰                                                                                                  | Xianning city                    | ۹۷۴۹٫۸۴   | ۲٬۴۶۲٬۵۸۳  | منطقه Xian'an      | ۱  | ۴  |   | ۱  |  |  |  |
| ۴۲۱۳۰۰                                                                                                  | Suizhou city                     | ۹۶۱۴٫۹۴   | ۲٬۱۶۲٬۲۲۲  | منطقه زنگدو        | ۱  | ۱  |   | ۱  |  |  |  |
| ۴۲۲۸۰۰                                                                                                  | Enshi Autonomous Prefecture      | ۲۴۰۶۱٫۲۵  | ۳٬۲۹۰٬۲۹۴  | شهر انشی           |    | ۶  |   | ۲  |  |  |  |
| |                                  |           |            |                    |    |    |   |    |  |  |  |
| ۴۲۹۰۰۴                                                                                                  | Xiantao city**                   | ۲۵۳۸٫۰۰   | ۱٬۱۷۵٬۰۸۵  | ناحیه جینگلینگ     |    |    |   | ۱  |  |  |  |
| ۴۲۹۰۰۵                                                                                                  | Qianjiang city**                 | ۲۰۰۴٫۰۰   | ۹۴۶٬۲۷۷    | منطقه فرعی یوانلین |    |    |   | ۱  |  |  |  |
| ۴۲۹۰۰۶                                                                                                  | Tianmen city**                   | ۲٬۶۲۲٫۰۰  | ۱٬۴۱۸٬۹۱۳  | ناحیه شازوی        |    |    |   | ۱  |  |  |  |
| ۴۲۹۰۲۱                                                                                                  | Shennongjia Forestry District ** | ۳۲۵۳٫۰۰   | ۷۶٬۱۴۰     | شهر سونگ بای       |    |    |   | ۱  |  |  |  |
| Sub-provincial cities * - including Forestry district ** - Directly administered county-level divisions |                                  |           |            |                    |    |    |   |    |  |  |  |

## جستارهای وابسته

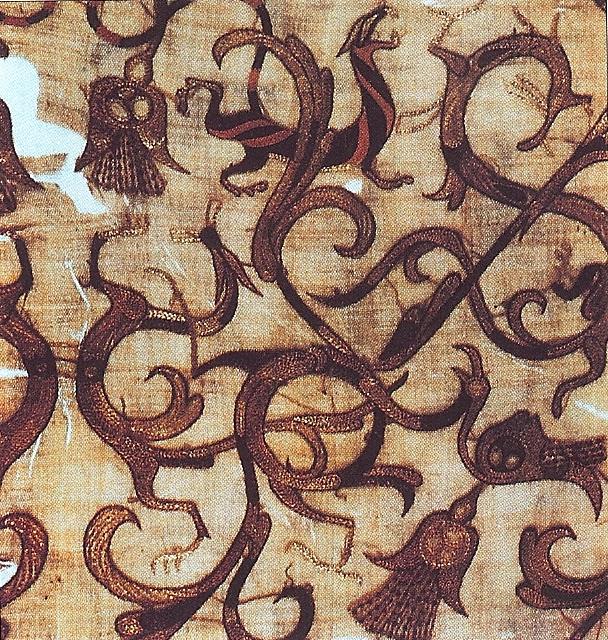
جزئیات یک لباس تشریفاتی با گاز ابریشم دوزی شده متعلق به قرن چهارم قبل از میلاد، مقبره دوران ژو در ماشان، شهرستان جیانگلینگ، هوبئی

## پیوندها
- وبگاه دولتی هوبی